# Арханово (Дмитровский городской округ)
Арханово — деревня в Дмитровском районе Московской области России в составе сельского поселения Костинское. До 2006 года Арханово входило в состав Костинского сельского округа.
Деревня расположена в восточной части района, примерно в 7 км на восток от Дмитрова, на правом берегу малой речки Молодоевки (приток Яхромы), высота центра над уровнем моря 193 м. Ближайшие населённые пункты — примыкающее на севере Притыкино и Федоровское в 1 км на северо-восток.

## Население
| 2002 | 2006 | 2010 |
| ---- | ---- | ---- |
| 2    | ↗4   | →4   |